# Ojuelos Altos
Ojuelos Altos es una localidad española del municipio de Fuente Obejuna, perteneciente a la provincia de Córdoba, en la comunidad autónoma de Andalucía.

## Historia
Hacia mediados del siglo XIX, el lugar, ya por entonces perteneciente a Fuente Obejuna, tenía contabilizada una población de 303 habitantes. La localidad aparece descrita en el decimosegundo volumen del Diccionario geográfico-estadístico-histórico de España y sus posesiones de Ultramar de Pascual Madoz de la siguiente manera:

OJUELOS-ALTOS: ald. en la prov. y dióc. de Córdoba, part. jud. y ayunt. de Fuente-Obejuna. Está sit. en terreno quebrado á 2 leg. S. SE. de la cab. del part.: tiene 3 pequeñas calles, hallándose las demas casas en grupos y algun tanto dispersas; una igl. parr. (Sta. Bárbara) con 3 anejos, que son; la ald. de Alcornocal, la de Pauches y la de Lobaton; un cementerio unido á la parr., construido en el año de 1834, y una fuente con agua muy delgada, de que se surte el vecindario. El terreno es muy apropósito para el plantío de árboles frutales, y fuera de las rozas barbechan sus hab. algunos terrenos para sembrar garbanzos, que son escelentes, y por lo tanto venden con mucha estimacion. A 1/2 leg. de la ald. en el sitio llamado la Higuera se encuentra un arroyo abundante, con cuyas aguas se riegan muchos huertecitos que han plantado los vec. para proveerse de hortalizas. Sus producciones consisten en trigo, cebada, garbanzos, ricas frutas, con especialidad peras y manzanas, y alguna miel; cria guiado cabrío, y en sus campos se encuentran algunas minas, contándose entre ellas una de plata á tiro de bala de la pobl. Esta tiene 84 vec., 303 alm.
Esta ald. y las demas de Fuente-Ovejuna, fueron fundadas por los años de 1476, para reunir las familias de aquella que iban errantes por Sierra-Morena, después del asesinato cometido en la persona del Comendador mayor de Calatrava, D. Fernando Gomez de Guzman. Las filantrópicas ideas de los religiosos del conv. de Ntra. Sra. de los Angeles y el celo pastoral del obispo de Córdoba, D. Francisco Bernardo de Fresneda, de la religion de los menores, contribuyeron mucho á la reunión de aquellas familias.
(Madoz, 1849, p. 225)

En 2022, tenía empadronados 178 habitantes.